# H-E-B

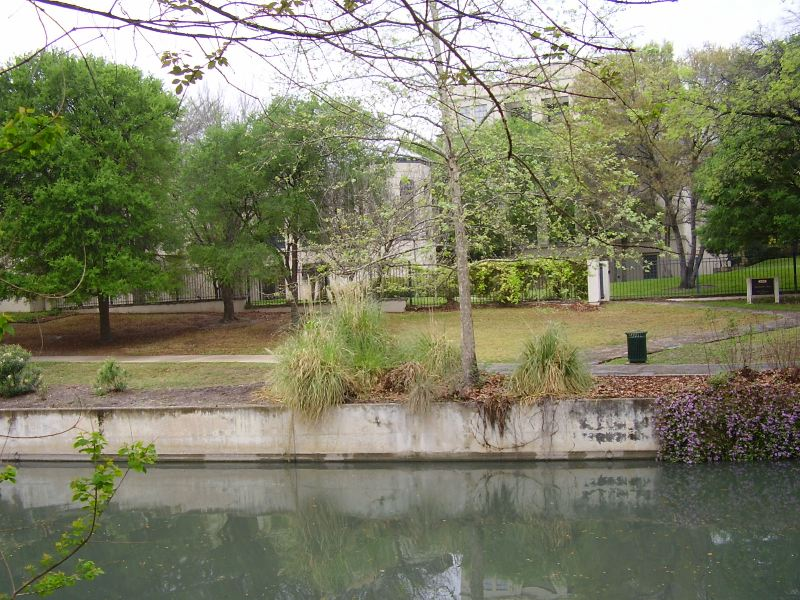
Sede de H-E-B

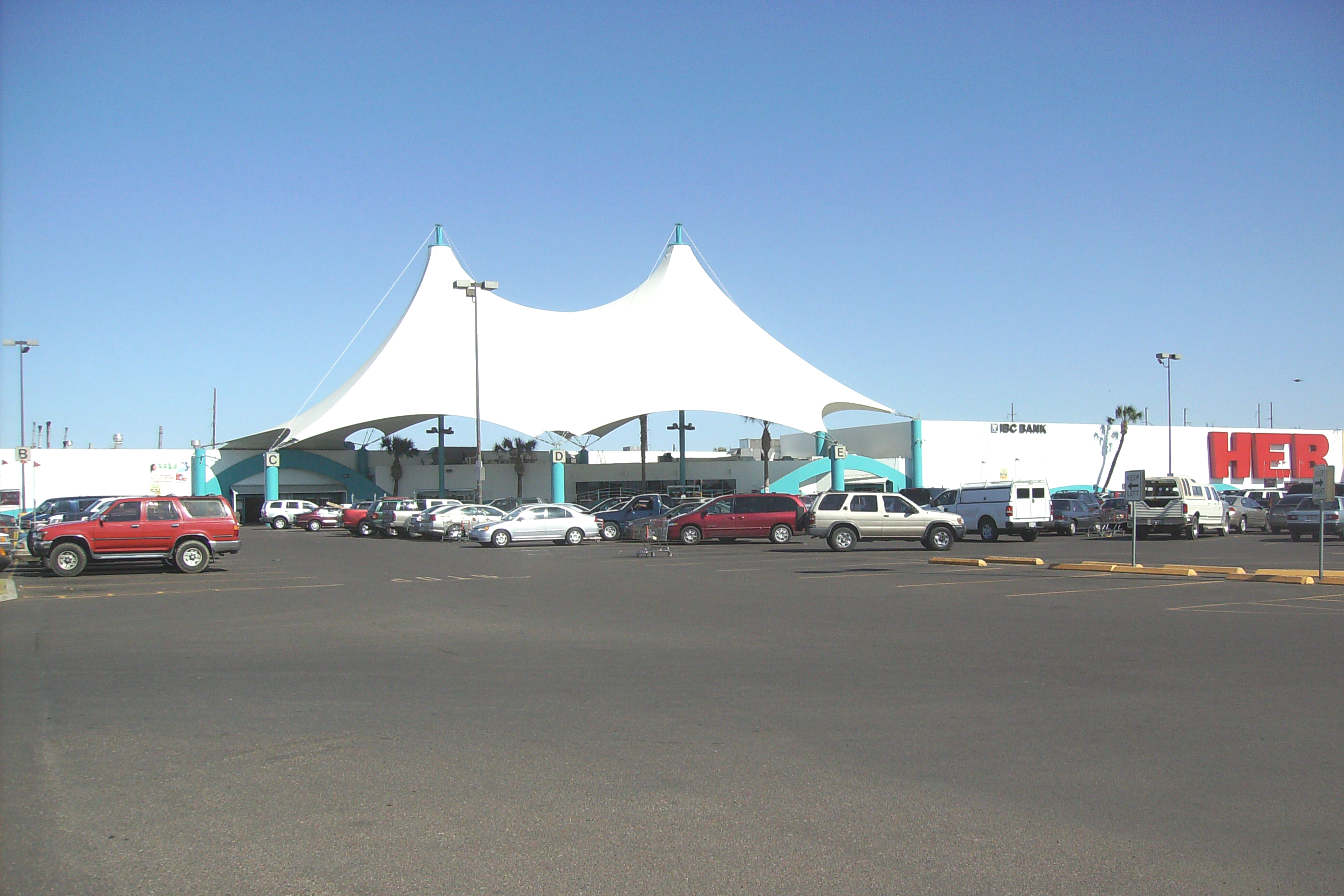
Uno de 8 H-E-B's en Laredo, Texas

Howard Edward Butt Grocery Company, abreviado HEB (o bien H-E-B), es una cadena estadounidense de supermercados con sus oficinas centrales en San Antonio, Texas, Estados Unidos, obtuvo mejor aceptación en el mercado mexicano gracias a que se ha expandido al norte y centro de México. Actualmente, cuenta con más de 300 tiendas y más de 56,000 empleados y gestiona el supermercado Central Market ("Mercado Central").

## Historia
La compañía fue fundada en 1905, cuando Florence Butt abrió una tienda de comestibles llamada C. C. Butt Staple and Fancy Groceries en la ciudad de Kerrville, Texas. En 1919, Howard E. Butt, su hijo menor, se convirtió en el dueño de la tienda después de regresar de la Primera Guerra Mundial. En 1924, él expandió la Butt Grocery Company con una nueva tienda en la ciudad texana de Junction. El hijo más pequeño de Howard E. Butt, Charles, fue elegido presidente de la cadena H-E-B en 1971. Hoy en día Charles Butt es el presidente ejecutivo de H-E-B. La compañía se ha convertido en una de las cadenas de supermercados más importantes en Estados Unidos, teniendo ventas por 11 000 millones de dólares en 2003. Ese mismo año, la revista Forbes consideró a la compañía como la empresa privada más importante de Texas.
Desde sus inicios, Florence Butt tuvo muy en claro lo que quería para sus clientes: servicio excelente, precios bajos y una experiencia de compra amigable y cercana, definiendo así un estilo de negocio que más que centrarse en la ganancia, se centrara en el servicio y la satisfacción del cliente, y que además, contribuyera beneficiando a la comunidad en la que se encontraba.

## Historia de H-E-B México

### Década de los años 90
La cadena de tiendas de autoservicio de origen tejano H-E-B llegó por primera vez a México en el año de 1997 con la apertura de su primera tienda en el área metropolitana de Monterrey, Nuevo León dentro del municipio de San Pedro Garza García (H-E-B Chipinque), en el que a partir de esta apertura, H-E-B inicia su incursión en el mercado mexicano empezando por la Región Norte del País a través de su formato emblemático de hipermercado.

### Década de los años 2000
En el año 2000, H-E-B llega al Estado de Coahuila con la apertura de su primera tienda en la ciudad de Saltillo (H-E-B Saltillo República), siendo esta la primera tienda de la cadena comercial fuera del área metropolitana de Monterrey. Para el año 2004, H-E-B inicia operaciones su primer Centro de Distribución en la ciudad de Monterrey, Nuevo León.
Tiempo después, el 5 de abril de 2006, H-E-B llega por primera vez a la zona del Bajío de México con la inauguración de su primera tienda en el Estado de Guanajuato en la ciudad de León (H-E-B León López Mateos). 
Al año siguiente, el 21 de junio de 2007, H-E-B se expande en el Estado de Coahuila con la apertura de la primera sucursal en la ciudad de Torreón (H-E-B Torreón Independencia), incursionando por primera vez en la Comarca Lagunera al ser la sucursal #24 del país además de ser la segunda tienda en establecerse dentro del Estado de Coahuila y en el año 2008, se crea el formato Mi Tienda del Ahorro, el cual consta de un formato de bodega de autoservicio con piso de ventas de 4,500 a 5,500 metros cuadrados dirigidas, ya sea a ciudades que oscilan entre los 50 mil y 150 mi habitantes o a ciudades grandes y medianas qué cuenten con colonias o áreas populares, que se encarga de manejar un esquema de precios bajos en las divisiones de abarrotes, productos básicos, perecederos, ropa y mercancías generales, abriendo su primera tienda en la ciudad fronteriza de Ciudad Río Bravo, Tamaulipas (Mi Tienda del Ahorro Plaza Bella Río Bravo).
El 18 de marzo de 2009, H-E-B se expande en la frontera del Estado de Coahuila con la inauguración de su primera tienda en la ciudad fronteriza de Piedras Negras (H-E-B Piedras Negras), alcanzando así un total de 32 unidades establecidas en el país tras llevar a cabo dicha apertura.

### Década de los años 2010
El 27 de abril de 2011, H-E-B se expandió en la ciudad de Tampico, Tamaulipas con la inauguración de H-E-B Tampico Hidalgo, siendo esta la segunda sucursal de dicho puerto tamaulipeco, que a partir de su edificación bajo una inversión de 135 millones de pesos, se generó un incremento de derrama económica en la zona. 
El 3 de mayo de 2012, H-E-B abrió su cuadragésima sucursal del país, llegando por primera vez a la ciudad de Monclova, Coahuila, esto con la inauguración al público de la sucursal H-E-B Monclova Pape, que gracias a dicho suceso, la cadena comercial H-E-B alcanzó las 40 tiendas dentro del territorio mexicano.  Asimismo, el 29 de mayo de 2012, H-E-B abrió su primera tienda en Ciudad Victoria, Tamaulipas (H-E-B Victoria Campestre), incursionando por primera vez en dicha ciudad capital del Estado de Tamaulipas. Asimismo, el 4 de julio del mismo año, H-E-B abre su tienda #42 en el país con la inauguración de la sucursal H-E-B San Patricio en Saltillo, Coahuila.
Al año siguiente, el 6 de agosto de 2013, H-E-B se expande en la ciudad fronteriza de Matamoros, Tamaulipas con la apertura de H-E-B Lauro Villar, siendo esta tanto la segunda sucursal de dicha ciudad fronteriza tamaulipeca como la sucursal #47 del país.
El 1 de abril de 2014, H-E-B llega a la Región Centro Occidente de México con la inauguración de su primera tienda en Estado de Aguascalientes en la ciudad capital homónima (H-E-B Aguascalientes Norte). Más tarde, El 27 de agosto de 2014, H-E-B abre su tienda #50 en territorio mexicano, esto con la apertura de H-E-B Puerta de Hierro en la ciudad de Monterrey, Nuevo León. A finales de ese mismo año, el 9 de diciembre, se inaugura la sucursal H-E-B Madero en el municipio conurbado de Ciudad Madero, Tamaulipas, sumando un total de tres sucursales en operación en el área metropolitana de Tampico a finales del año 2014.
El 4 de noviembre de 2015, se expande en la Comarca Lagunera  y con ella se funda la sucursal H-E-B Revolución al norte de la ciudad de Torreón, Coahuila, siendo esta la segunda sucursal en establecerse en dicha ciudad perteneciente a la Comarca Lagunera. Para el 13 de junio de 2016, H-E-B expande su formato Mi Tienda del Ahorro a la ciudad de Saltillo, Coahuila con la inauguración de su primera tienda del formato al oriente de dicha ciudad capital coahuilense en el bulevar Fundadores (Mi Tienda del Ahorro Saltillo Fundadores). El 13 de julio de 2016, H-E-B abrió su segunda tienda en el Estado de Guanajuato al noroeste de la ciudad de León (H-E-B Cerro Gordo), el cual se destaca por su concepto de hipermercado prémium que se encarga de ofrecer al consumidor una amplia gama de productos naturales, orgánicos y gourmet, pero manteniendo su formato emblemático en su fachada exterior.
Un año después, el 5 de abril de 2017, se inaugura al público la sucursal #57 de la cadena comercial con la sucursal H-E-B Carretera 57 en la ciudad de San Luis Potosí. El 10 de Octubre del mismo año, se inaugura la segunda sucursal bajo el formato Mi Tienda del Ahorro en la ciudad capital de Saltillo, Coahuila, cuya sucursal cuenta con una superficie de 5,763 metros cuadrados en piso de ventas (Mi Tienda del Ahorro Satélite). 
El 20 de junio de 2018, H-E-B abre su tienda #35 del Estado de Nuevo León con la inauguración de la sucursal H-E-B Cerradas de Anáhuac, esto en el municipio de General Escobedo
El 13 de agosto de 2019, H-E-B llega al Estado de Querétaro con la apertura de su primera tienda en la ciudad capital de Santiago de Querétaro (H-E-B Juriquilla), marcando las bases para la consolidación en la Región Centro de México. Asimismo, el 4 de octubre del mismo año, se expande en el Estado de San Luis Potosí con la apertura de su primera tienda en el municipio de Soledad de Graciano Sánchez (H-E-B Los Pinos), el cual a su vez es la tercera tienda en establecerse tanto en el área metropolitana potosina como en el Estado de San Luis Potosí, esto en reemplazo de BODEGA Soriana Los Pinos de Organización Soriana (su rival competidor regional), el cual cerró el 31 de julio de 2018 por condiciones de la Comisión Federal de Competencia Económica a raíz de la compraventa de Controladora Comercial Mexicana por parte de Soriana. 

### Década de los años 2020 - Actualidad
El 13 de mayo de 2020, durante los tiempos de Pandemia de COVID-19 en México, H-E-B se expande en el Estado de Guanajuato con la apertura de su primera tienda en la ciudad de Irapuato (H-E-B Irapuato). Asimismo, el 12 de agosto del mismo año, se inaugura al público la segunda sucursal al oriente de la ciudad de Querétaro, Querétaro (H-E-B El Refugio).
El 14 de septiembre de 2021, H-E-B se expande a la ciudad de Aguascalientes con la apertura de su segunda tienda al sur de la ciudad con la sucursal H-E-B Santa Mónica, cuya sucursal, al ser la #72 en establecerse en México y la #10 en la Región Bajío, se caracterizó por ofrecer departamentos nuevos como farmacia con consultorio médico y Meet&Eat. Posteriormente, el 5 de octubre de 2021, H-E-B abrió su sucursal #75 en el municipio de García, Nuevo León con la apertura de la sucursal H-E-B Bosques de las Lomas. Y el 14 de diciembre de 2021, H-E-B abrió su cuarta sucursal en el Estado de Guanajuato con la inauguración de la sucursal H-E-B Torres Landa en la ciudad de León, siendo esta a la vez la tercera sucursal establecida en dicha ciudad guanajuatense ubicada en el bulevar Torres Landa.
Más tarde, El 16 de agosto de 2022, se expande en el Estado de Querétaro con la apertura de su tercera sucursal en la ciudad capital de Santiago de Querétaro (H-E-B El Mirador), siendo esta la tienda #77 qué se estableció a nivel nacional. Asimismo, el 17 de octubre de 2022, H-E-B expande su formato Mi Tienda del Ahorro al Estado de Tamaulipas con la apertura de la primera tienda bajo dicho formato en la ciudad de Matamoros (Mi Tienda del Ahorro Las Brisas Matamoros), además de llevar a cabo la apertura de la cuarta sucursal en la ciudad de San Luis Potosí el 18 de octubre del mismo año con la sucursal H-E-B Lomas, logrando llegar a 79 sucursales establecidas dentro de la República Mexicana.
Al año siguiente, durante el año 2023, H-E-B se expande una vez más en el Estado de Querétaro a través de la apertura de dos tiendas más en la ciudad capital de Santiago de Querétaro (H-E-B Bernardo Quintana, inaugurada el 3 de octubre de 2023 y H-E-B Zibatá, inaugurada el 11 de diciembre del mismo año).
El 2 de octubre de 2024, H-E-B abre su primera tienda en el municipio de San Juan del Río, Querétaro (H-E-B San Juan del Río), siendo esta tanto la quinta sucursal del Estado de Querétaro como la sucursal #86 dentro del Territorio Mexicano.
Actualmente, H-E-B cuenta con un total de 86 sucursales en operación en 7 Estados de las Regiones Norte, Occidente, Bajío y Centro de la República Mexicana, divididas en tres formatos de tiendas físicas, de las cuales 59 sucursales son identificados con su emblemático formato de hipermercado homónimo, mientras que 24 sucursales pertenecen al formato de bodega de autoservicio con esquema de precios bajos con la denominación de Mi Tienda del Ahorro y otras tres más identificadas con el formato de hipermercado Premium H-E-B Market Prime, además de un cuarto formato virtual con servicio Pick&Go conocido como H-E-B Digital.

## Cobertura

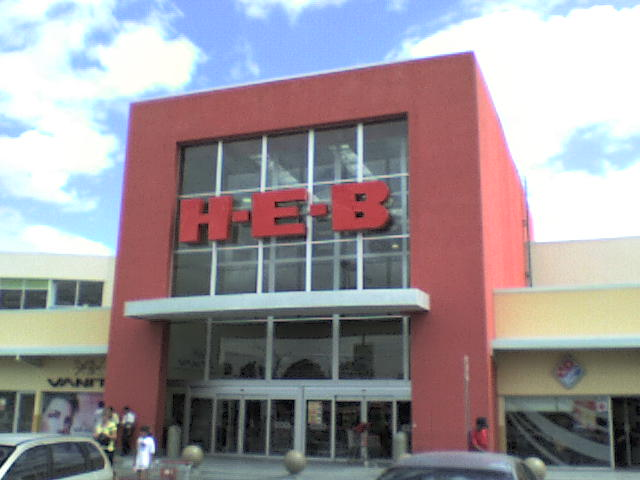
H-E-B en Torreón, Coahuila, México.

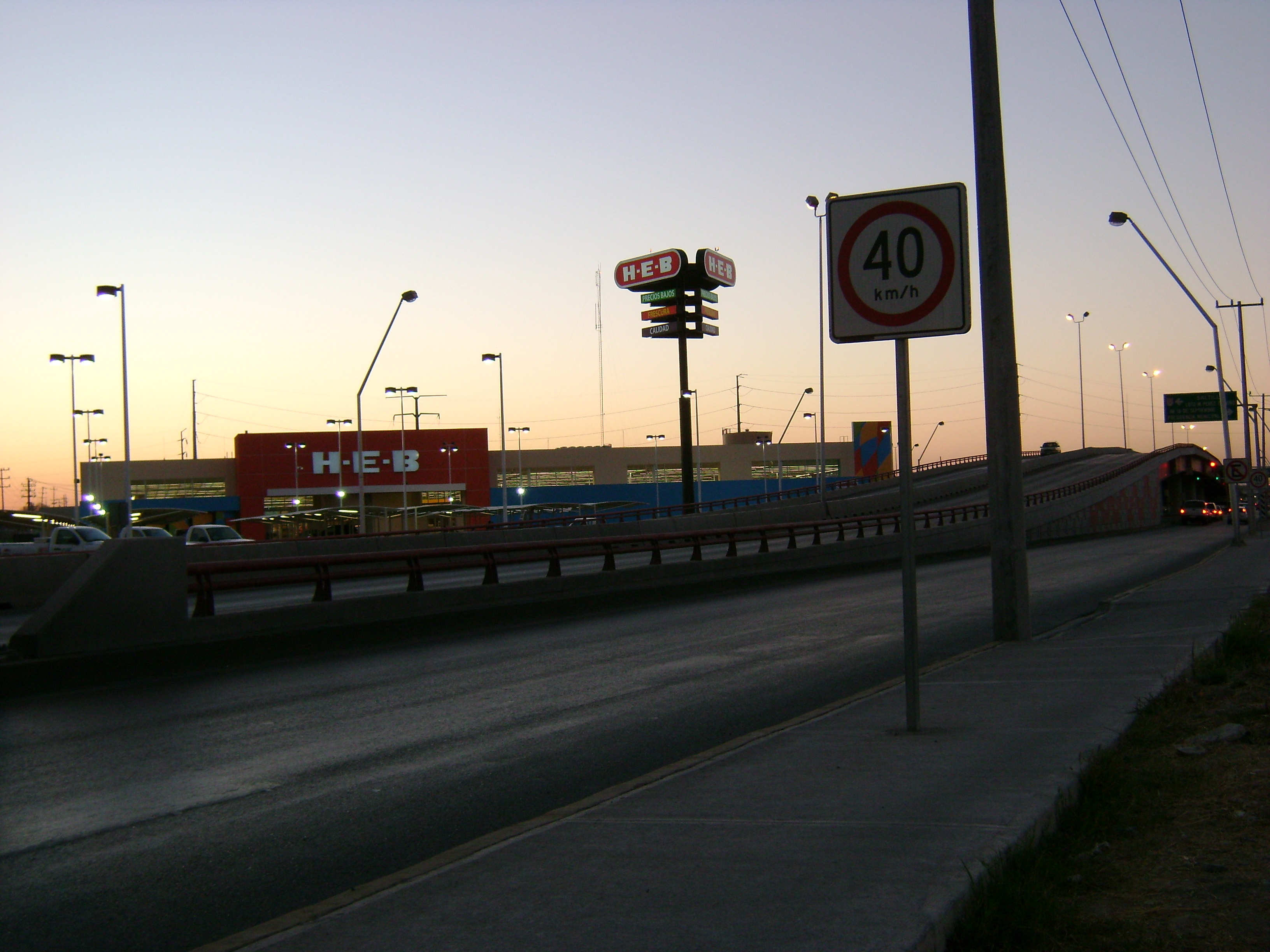
H-E-B en Piedras Negras, Coahuila, México.

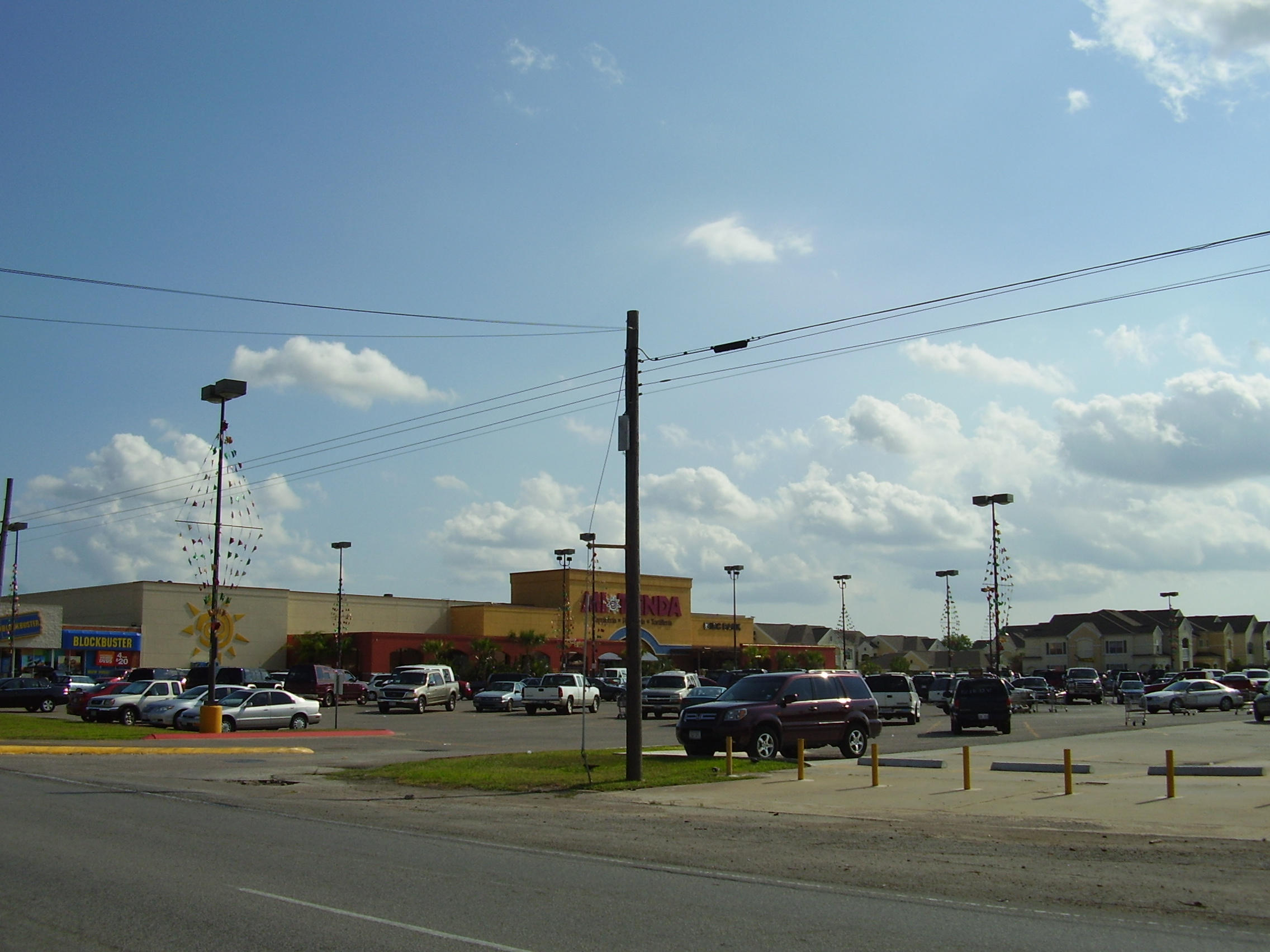
H-E-B "Mi Tienda" en South Houston, Texas, Estados Unidos.

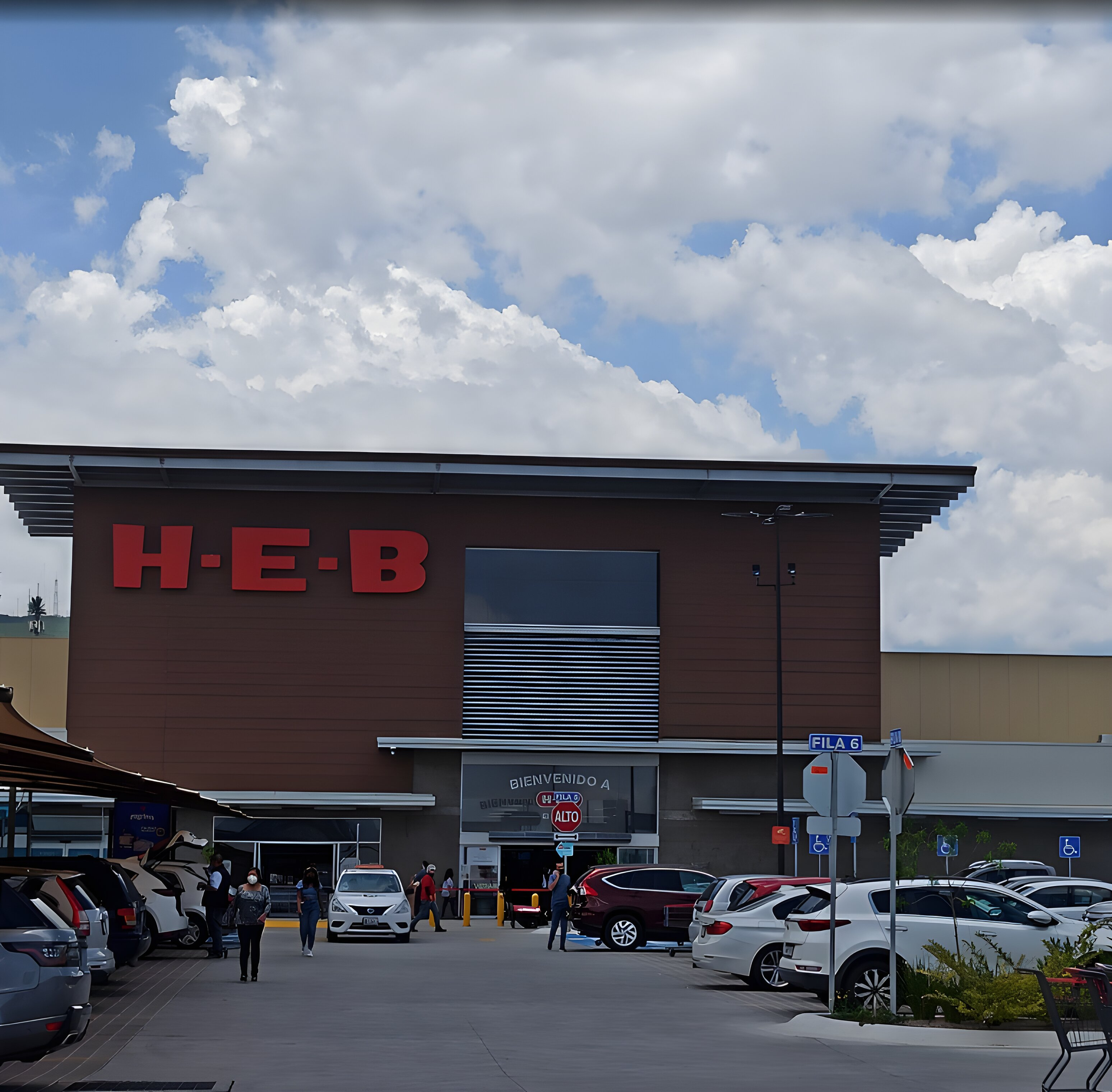
H-E-B, en Querétaro, Querétaro, México.

Actualmente, H-E-B tiene más de 300 tiendas en el estado de Texas y en el norte y centro de México. En 2004, la compañía lanzó el concepto H-E-B Plus!, que está dirigido no sólo a ventas de comestibles, sino también de otras mercancías, como productos de entretenimiento entre otras. En 2005, la empresa cumplió 100 años de existencia.

### Cobertura en México
En 1997, se abrió el primer H-E-B (legalmente H-E-B, S.A. de C.V.) del país en San Pedro Garza García, Nuevo León (Chipinque), ciudad aledaña a Monterrey, y en 2000 abrió su primera tienda fuera de Nuevo León en Saltillo, Coahuila, las sucursales actuales se organizan como sigue:

#### Noreste de México[33]
- Monterrey, Nuevo León y área metropolitana (61)
- Saltillo, Coahuila (3)
- Reynosa, Tamaulipas (6)
- Tampico, Tamaulipas (3)
- Ciudad Madero, Tamaulipas (1)
- Torreón, Coahuila (3)
- Ciudad Victoria, Tamaulipas (1)
- Matamoros, Tamaulipas (3)
- Nuevo Laredo, Tamaulipas (1)
- Piedras Negras, Coahuila (1)
- Monclova, Coahuila (1)

#### Centro de México
- Querétaro, Querétaro (5)[34]
- San Luis Potosí, San Luis Potosí (4)
- León, Guanajuato (3)
- Aguascalientes, Aguascalientes (2)
- Irapuato, Guanajuato (1)

#### Próximamente
- Morelia, Michoacán
- Pachuca, Hidalgo
- Toluca, Estado de México
- Celaya, Guanajuato
- Zacatecas, Zacatecas
- Ramos Arizpe, Coahuila

## Marcas propias

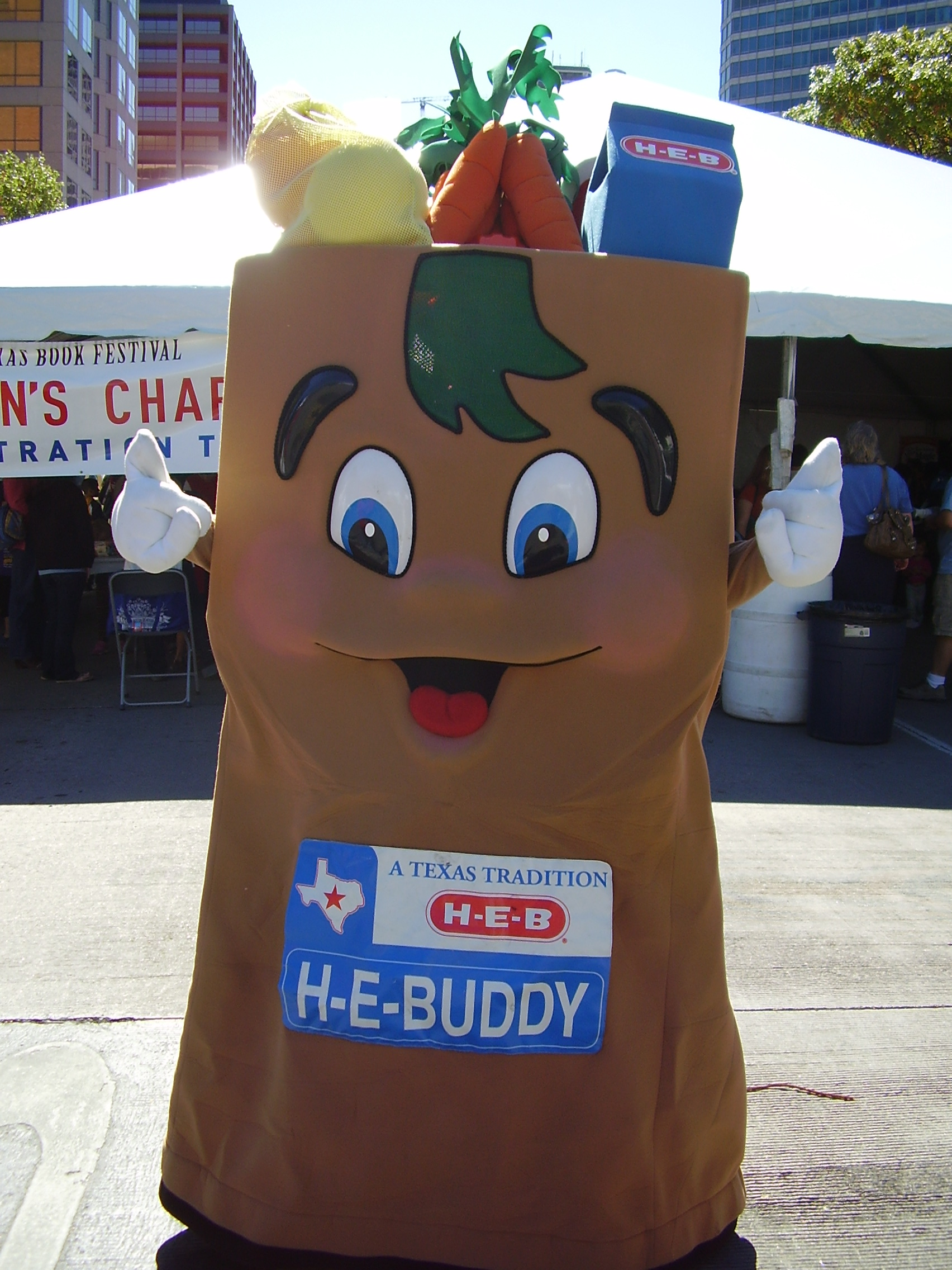
H-E-Buddy, la mascota de H-E-B, en el Texas Book Festival (Festival del Libro de Texas)

Las marcas propias de H-E-B son: EconoMax, H-E-B, Hill Country Fare, H-E-B Baby y H-E-B Bake Shop, H-E-B Kolorz, Kerrville y Mi Tienda del Ahorro.

## Formatos

### H-E-B
Son hipermercados enfocadas a consumidores ubicados en ciudades de más de 100,000 habitantes las cuales tienen una superficie de entre 8,500 y 11,000 metros cuadrados operan bajo el esquema de ventas al menudeo, manejan un amplio surtido de productos importados y nacionales que van desde las áreas de abarrotes, perecederos, variedades y servicios.
En México, compiten con Soriana Híper, de Organización Soriana; Chedraui y Selecto Chedraui, del Grupo Comercial Chedraui; las tiendas Walmart, de Walmart de México; La Comer, de Grupo La Comer, Casa Ley en su formato "Fiesta Europea", y Grupo Futurama en sus formatos Alsuper, "Fresh Market" y S-Mart.

### Mi Tienda del Ahorro
Son autoservicios tipo Bodega de 4,500 a 5,500 m2 de piso de ventas, dichas unidades están ubicadas en municipios con poblaciones que oscilen entre los 100 y 150 mil habitantes o bien en áreas populares en las grandes ciudades donde no es posible ubicar un Hipermercado H-E-B. Manejan los productos de mayor rotación en los hipermercados de las divisiones de abarrotes, perecederos, y una selección de productos de ropa, diversos servicios y mercancías generales.
En México, compiten directamente con Soriana Mercado de Organización Soriana; Bodega Aurrera, de Walmart de México; Casa Ley en su formato "Fiesta Compacta".

### H-E-B Marketprime
Son supermercados enfocados a consumidores con mayores recursos. Compite con Soriana Súper de Organización Soriana al noroeste del país.